# Oil Rush
Oil Rush ist ein marines postapokalyptisches Echtzeit-Strategiespiel mit Elementen von Tower Defense. Es stellt das Erstlingswerk von Entwickler Unigine dar und wurde mithilfe der gleichnamigen Spiel-Engine entwickelt. Iceberg Interactive übernahm den Vertrieb für die Retail-Version.

## Handlung
In einer nach einem Atomkrieg verwüsteten Welt sind die Polkappen geschmolzen und der Meeresspiegel drastisch angestiegen. Söldner und Armeen kämpfen um die verbliebenen Ölbohrinseln.

## Entwicklung
Das Studio hatte zuvor nur anderen Entwicklern mit Technologie zugesteuert. Ziel war es, mit der eigens entwickelten Engine selbst ein Spiel zu produzieren. Mit der Kampagne wollten die Entwickler eine ökologische Botschaft transportieren, nämlich dass die Zerstörung der Umwelt und der Kampf um fossile Energieträger keine wünschenswerte Zukunft darstellt. Die Ölpest im Golf von Mexiko 2010 verursacht durch die Deepwater Horizon Plattform war für den Titel und die Grundstimmung des Spiels ausschlaggebend. Zudem war das Entwicklerstudio aus Tomsk in Westsibirien umgeben von der Erdölförderungsindustrie, was ebenfalls für unentwegte Inspiration sorgte.

## Technik
Das Spiel verwendet unter Windows DirectX 11 inklusive Tessellation und Direct Compute. Der Renderer verwendet SSAO, Parallax Mapping, Soft Shadows und FP16 HDR samt Tone Mapping sowie Post-Effekte wie Depth of Field, Motion blur und Bokeh-Filter.

## Rezeption
Für GameStar besitzt die Handlung keinerlei Höhepunkte. Das Missionsdesign der Kampagne sei hingegen gelungen. Der Verzicht auf Mikromanagement beim Kommandieren der Einheiten, führt dennoch zu einem hohen Schwierigkeitsgrad. Die Darstellung von Wasseroberfläche, Rauch und Explosionen überzeugt. Die Texturen sind jedoch niedrig aufgelöst. Die überfluteten Landschaften sind überraschend abwechslungsreich. Laut Eurogamer fehlen im Vergleich zu einem klassischen Echtzeit-Strategiespiel zwar der Basisbau und das Anstoßen der Einheitenproduktion und büßt damit Freiheiten ein, dennoch ist Oil Rush ein taktisches und schnelles Strategiespiel. GBase lobte die Präsentation, bemängelte jedoch Schwächen in der Einheitenvielfalt. PC Games verglich das Szenario mit Spielfilm Waterworld. Der Plot sei jedoch steif, schwach präsentiert und miserabel vertont. Das Spiel selbst hingegen glänzt durch eine aggressive KI, die den Spieler fordert. Das Preis-Leistungs-Verhältnis des Indie-Titels sei gut.